# ستايسي كونينغهام
ستايسي كونينغهام (بالإنجليزية: Stacey Cunningham)‏ هي مصرفية أمريكية، ولدت في 1974.
صنعت ستايسي التاريخ سنة 2018، باعتبارها أول رئيسة لبورصة نيويورك، كما لعبت دورا أساسيا في تحديث عمليات التداول بهذه البورصة.